# Kevin Ramírez (calciatore)
Kevin Federik Ramírez Dutra (Rivera, 1º aprile 1994) è un calciatore uruguaiano, attaccante del Amazonas.

## Caratteristiche tecniche
Ramírez nasce come punta ma può essere impiegato efficacemente anche come ala sinistra. Prolifico sia in zona gol che come assistman, è un giocatore rapido e dotato di un buon dribbling. È abile sia col piede destro che col mancino.
Schierato come esterno sinistro, può garantire sia spinta e creatività in attacco, sia copertura difensiva.

## Carriera
Cresce nel settore giovanile del Montevideo Wanderers, debutta nella massima serie uruguaiana l'8 febbraio 2014, in occasione della partita pareggiata per 2-2 contro il Liverpool (M), entrando in campo nel secondo tempo al posto di Diego Riolfo.
Nel corso della stagione viene impiegato in 8 gare di campionato, e in due partite dei playoff contro il Danubio.
Il 13 settembre 2014 realizza il suo primo gol con la maglia del Wanderers, contro il Racing Montevideo. 
All'inizio del 2015 viene ceduto in prestito in Segunda División, al Miramar Misiones. Con il Miramar realizza 6 reti in nove partite.
Tornato al Wanderers, si afferma come un giocatore chiave della prima squadra. Nel campionato di Apertura 2015, colleziona 15 presenze, 8 gol e un assist.
Nel gennaio 2016 passa al Nacional. Debutta il 7 febbraio contro il Villa Teresa (partita vinta per 3-0), servendo anche un assist a Santiago Romero. Il 25 febbraio debutta anche in Coppa Libertadores, contro gli argentini del Rosario Central.
Con la maglia del Nacional, vince la Primera División 2016, collezionando 8 presenze, due gol e un assist.
Nel gennaio del 2018 viene ceduto in prestito nella massima serie colombiana , all'América de Cali. Pur mettendosi in mostra con prestazioni positive nel precampionato, non riesce a ritagliarsi un posto stabile in squadra, dovendo fare i conti anche con  un problema di pubalgia che lo tiene indisponibile a lungo. La sua permanenza nel club colombiano è dunque di soli sei mesi, nei quali scende in campo sei volte, realizzando un gol.
Nella seconda parte della stagione viene ceduto in prestito in Argentina, al Tigre, squadra della Primera División. Debutta il 25 agosto contro il San Martín (SJ) subentrando al 76' a Matías Pérez García.
Nel 2019 fa ritorno al Nacional. In 9 presenze realizza un gol contro il Cerro Largo e una tripletta contro il Progreso.
Nella stagione 2019/2020 si trasferisce in Messico per giocare nella Liga de Expansión MX con la maglia dell'Atlante Fútbol Club.
Resta in Messico per alcune stagioni, vestendo le maglie del Querétaro FC e del Puebla.
Nel 2023 torna in Uruguay, in prestito al Defensor Sporting, con cui vince la Copa Uruguay 2023. Nel 2024 gioca sempre in Uruguay ma questa volta in seconda divisione, al Rentistas, dove gioca con continuità realizzando dieci reti in 29 partite.
Nel febbraio 2025 si trasferisce nella Serie B brasiliana, all'Amazonas.

## Palmarès

### Competizioni nazionali
- Campionato uruguaiano: 1

Nacional: 2016
- Supercopa Uruguaya: 1

Nacional: 2019
- Copa Uruguay: 1

Defensor Sporting: 2023